# Lactato de amônio
O lactato de amônio corresponde à forma salina amoniacal do ácido láctico, tendo como forma molecular NH4(C2H4(OH)COO).

## Indicações Terapêuticas
É utilizado principalmente em cosmética no tratamento de ictiose, hiperqueratose, acne e fotoenvelhecimento.
Preparações com 12% de Lactato de Amônio podem ser úteis na redução do prurido